# Pureun bada-ui jeonseol
Pureun bada-ui jeonseol (푸른 바다의 전설?, lett. "La leggenda del mare blu"; titolo internazionale The Legend of the Blue Sea) è una serie televisiva sudcoreana trasmessa su SBS dal 16 novembre 2016 al 25 gennaio 2017, con Jun Ji-hyun e Lee Min-ho. Si ispira alle leggende classiche ambientate nel periodo Joseon, su un pescatore che catturò e liberò una sirena.

## Trama
Durante una vacanza in Spagna pagata con il denaro ricavato da una serie di truffe, Heo Joon-jae incontra una donna misteriosa, dal comportamento infantile e sopra le righe, che si è introdotta nella sua stanza d'albergo e non sembra avere un posto dove andare. Il ragazzo decide di tenerla con sé per rubarle un prezioso braccialetto in giadeite che lei porta al polso, mentre intanto scappa dagli scagnozzi assoldati dalla vittima di uno dei suoi imbrogli. La fuga conduce Joon-jae e la donna misteriosa sul ciglio di una scogliera e li costringe a saltare in mare per evitare i colpi di arma da fuoco. In acqua, la donna si trasforma in una sirena e, dopo aver baciato Joon-jae cancellandogli i ricordi che ha di lei, gli lascia il braccialetto promettendogli di rivedersi a Seul. Ella arriva in città dopo tre mesi, durante i quali Joon-jae ha cercato inutilmente di ricostruire quanto accaduto in Spagna, trovando soltanto una foto che lo ritrae insieme a lei. Perciò, quando loro si incontrano, Joon-jae decide di ospitare la donna a casa sua per farsi raccontare la verità, e le dà il nome di Shim Cheong. Mentre la convivenza li avvicina l'uno all'altra, la matrigna del ragazzo assolda l'evaso Ma Dae-young per sbarazzarsi del figliastro e fare in modo che la fortuna del marito venga ereditata soltanto da lei e da suo figlio Chi-hyeon. Intanto una serie di reperti archeologici e di sogni collegano Joon-jae e Cheong alla storia di Kim Dam-ryeong, un magistrato vissuto nel 1598, e della sirena da lui amata, Se-hwa.

## Personaggi

### Nel presente
- Shim Cheong, interpretata da Jun Ji-hyun
- Heo Joon-jae, interpretato da Lee Min-ho, Park Jin-young (da adolescente) e Jeon Jin-seo (da bambino)
- Jo Nam-doo, interpretato da Lee Hee-joon
- Cha Shi-ah, interpretata da Shin Hye-sun
- Tae-oh, interpretato da Shin Won-ho
- Heo Chi-hyun, interpretato da Lee Ji-hoon
- Mo Yoo-ran, interpretata da Na Young-hee e Shim Yi-young (da giovane)
- Kang Seo-hee, interpretata da Hwang Shin-hye e Oh Yeon-ah (da giovane)
- Ma Dae-young, interpretato da Sung Dong-il
- Heo Il-joong, interpretato da Choi Jung-woo
- Ahn Jin-joo, interpretata da Moon So-ri
- Hong Dong-pyo, interpretato da Park Hae-soo
- Manager Nam, interpretato da Park Ji-il e Choi Kwon (da giovane)
- Seo Yoo-na, interpretata da Shin Rin-ah
- Donna senzatetto, interpretata da Hong Jin-kyung
- Cha Dong-shik, interpretato da Lee Jae-won
- Jin Kyung-won, interpretato da Lee Ho-jae

### Nel passato
- Se-hwa, interpretata da Jun Ji-hyun, Shin Eun-soo (da adolescente) e Kal So-won (da bambina)
- Kim Dam-ryeong, interpretato da Lee Min-ho, Park Jinyoung (da adolescente) e Jeon Jin-seo (da bambino)
- Park Moo, interpretato da Lee Hee-joon
- Figlio del signor Yang, interpretato da Lee Ji-hoon
- Madre di Dam-ryeong, interpretata da Na Young-hee
- Concubina del signor Yang, interpretata da Oh Yeon-ah
- Signor Yang, interpretato da Sung Dong-il
- Servitrice della madre di Dam-ryeong, interpretata da Moon So-ri
- Capitano della polizia, interpretato da Park Hae-soo
- Amico di Dam-ryeong, interpretato da Choi Kwon
- Figlia di una sirena e di un pescatore, interpretata da Shin Rin-ah
- Veggente, interpretato da Lee Ho-jae

### Apparizioni speciali
- Han Sung-tae, interpretato da Go Gyu-pil (ep. 1)
- Jang Jin-ok, interpretata da Kim Sung-ryung (ep. 1-3)
- Min-ji, interpretata da Krystal Jung (ep. 1)
- Thomas, interpretato da Ahn Jae-hong (ep. 2)
- Truffatore, interpretato da Cha Tae-hyun (ep. 4)
- Poliziotto, interpretato da Kim Kang-hyun (ep. 5)
- Infermiera, interpretata da Park Jin-joo (ep. 6)
- Yoo Jung-hoon, interpretato da Jo Jung-suk (ep. 7-8)
- Kim Hye-jin, interpretata da Jeong Yu-mi (ep. 8)
- Signora nella sauna, interpretata da Kim Sun-young (ep. 11)
- Medico, interpretato da Im Won-hee (ep. 19)
- Sirena, interpretata da Kim Seul-gi (ep. 20)

## Produzione
Le riprese cominciarono il 19 agosto 2016 a Goesan, nel nord della provincia di Chungcheong, Corea del Sud. Poi la crew volò a Palau per le scene subacquee. Il cast e la troupe sono volati l'11 settembre, in Spagna, dove hanno girato in La Coruña, Ribadeo, Lugo, Tossa de Mar e al Castell de Santa Florentina a Canet de Mar, così come a Begur (Es Cau Piscina), Sitges (municipio e altri fondali) e Barcellona(esterni Palau del la Música Catalana, ecc.), tra gli altri luoghi anche in Catalogna e Galizia(Spagna). La prima lettura del copione avvenne l'8 ottobre 2016, due mesi dopo l'inizio della produzione, a causa dei numerosi impegni degli attori. Durò tre ore e coprì i primi quattro episodi.
Questo drama è servito da reunion per Lee Ji-hoon e Shin Hye-sun che avevano debuttato insieme nel 2012 nel drama scolastico della KSB2 School 2013 e per Jun Ji-hyun e Hong Jin-kyung che in passato hanno lavorato insieme al drama di successo della SBS My Love from the Star.

## Accoglienza
Grazie alla popolarità di Jun e Lee, la serie mantenne il primo posto come programma più visto nella propria fascia oraria e superò il 20% di share; andò bene anche all'estero, venendo esportato in Asia sudorientale, America ed Europa. Nonostante il successo, fu criticata per la sua mancanza d'originalità, giacché molti telespettatori rilevarono che la sequenza temporale parallela e la storia d'amore tra un umano e un essere soprannaturale fossero elementi riciclati dall'opera precedente di Park, Byeor-eseo on geudae (2013-2014); inoltre furono denunciati pessimo montaggio, trama poco coesa e mancanza di chimica. Tuttavia, la performance di Jun come sirena ricevette molte lodi: The Straits Times disse che era "brillante nei panni della fessacchiotta altruista beatamente ignara della missione di salvare la sua autostima" e Yonhap News Agency evidenziò la sua "performance distintiva allampanata, snella e tuttavia alle volte potente e drammatica".

### Ascolti
| Episodio | Data di trasmissione | Dati TNMS           | Dati TNMS                  | Dati AGB            | Dati AGB                   |
| Episodio | Data di trasmissione | A livello nazionale | Area metropolitana di Seul | A livello nazionale | Area metropolitana di Seul |
| -------- | -------------------- | ------------------- | -------------------------- | ------------------- | -------------------------- |
| 1        | 16 novembre 2016     | 15,4%               | 18,9%                      | 16,4%               | 18,0%                      |
| 2        | 17 novembre 2016     | 16,2%               | 20,1%                      | 15,1%               | 16,4%                      |
| 3        | 23 novembre 2016     | 18,6%               | 19,6%                      | 15,7%               | 17,2%                      |
| 4        | 24 novembre 2016     | 17,9%               | 21,3%                      | 17,1%               | 18,4%                      |
| 5        | 30 novembre 2016     | 16,4%               | 20,4%                      | 16,8%               | 20,5%                      |
| 6        | 1 dicembre 2016      | 18,1%               | 20,2%                      | 18,9%               | 22,1%                      |
| 7        | 7 dicembre 2016      | 15,8%               | 18,1%                      | 17,4%               | 19,2%                      |
| 8        | 8 dicembre 2016      | 17,4%               | 19,7%                      | 17,4%               | 19,1%                      |
| 9        | 14 dicembre 2016     | 14,8%               | 16,4%                      | 16,6%               | 18,8%                      |
| 10       | 15 dicembre 2016     | 16,8%               | 19,2%                      | 17,5%               | 19,3%                      |
| 11       | 21 dicembre 2016     | 17,7%               | 20,1%                      | 16,7%               | 18,1%                      |
| 12       | 22 dicembre 2016     | 16,3%               | 18,0%                      | 17,3%               | 18,7%                      |
| 13       | 28 dicembre 2016     | 15,8%               | 18,4%                      | 16,0%               | 17,2%                      |
| 14       | 4 gennaio 2017       | 15,1%               | 18,1%                      | 17,8%               | 18,7%                      |
| 15       | 5 gennaio 2017       | 15,9%               | 19,4%                      | 18,3%               | 20,1%                      |
| 16       | 11 gennaio 2017      | 15,1                | 19,0%                      | 18,9%               | 20,7%                      |
| 17       | 12 gennaio 2017      | 18,9%               | 22,2%                      | 20,8%               | 23,0%                      |
| 18       | 18 gennaio 2017      | 16,5%               | 18,4%                      | 18,3%               | 19,9%                      |
| 19       | 19 gennaio 2017      | 18,7%               | 20,4%                      | 21,0%               | 22,2%                      |
| 20       | 25 gennaio 2017      | 16,2%               | 18,4%                      | 17,9%               | 18,8%                      |
| Media    | Media                | 16,7%               | 19,3%                      | 17,6%               | 19,3%                      |
| Speciale | 29 dicembre 2016     | 14,5%               | 13,3%                      | 11,2%               | 12,3%                      |

- L'episodio speciale riassume la prima metà del drama, concentrandosi sul rapporto tra Shim Cheong e Heo Joon-jae[29].

## Colonna sonora
1. Love Story – Lyn
2. A World That Is You (그대라는 세상) – Yoon Mi-rae
3. Lean on You (너에게 기울어가) – Jung-yup (Brown Eyed Soul)
4. Shy Boy (설레이는 소년처럼) – Ha Hyun-woo (Guckkasten)
5. Somewhere Someday (어디선가 언젠가) – Sung Si-kyung
6. Wind Flower (바람꽃) – Lee Sun-hee
7. Fool (바보야) – Ken (VIXX)
8. Why Would I Do Like This (내가 왜 이럴까) – Coffee Boy
9. Day By Day (하루에 하나씩) – Park Yoon-ha
10. If Only (만에 하나)– Kim Se-jeong
11. Love Road (사랑길) – Min Chae

Strumentali
1. Sound Of Ocean – Ryo Yoshimata
2. Memories – Ryo Yoshimata
3. The Last Time – Ryo Yoshimata
4. Hidden Story (숨겨진 이야기) – Second Moon feat. Han Ah-reum
5. My Name (나의 이름) – Second Moon feat. Han Ah-reum
6. The Way to Meet You (너를 찾아 가는길) – Second Moon
7. At This Time (다음 이시간에) – Second Moon

## Riconoscimenti
| Anno | Premio           | Categoria                                                | Ricevente                | Risultato       |
| ---- | ---------------- | -------------------------------------------------------- | ------------------------ | --------------- |
| 2016 | SBS Drama Awards | Grand Prize (Daesang)                                    | Jun Ji-hyun              | Candidato/a     |
| 2016 | SBS Drama Awards | Grand Prize (Daesang)                                    | Lee Min-ho               | Candidato/a     |
| 2016 | SBS Drama Awards | Top Excellence Award, Actor in a Genre & Fantasy Drama   | Lee Min-ho               | Vincitore/trice |
| 2016 | SBS Drama Awards | Top Excellence Award, Actress in a Genre & Fantasy Drama | Jun Ji-hyun              | Candidato/a     |
| 2016 | SBS Drama Awards | Excellence Award, Actor in a Fantasy Drama               | Lee Hee-joon             | Candidato/a     |
| 2016 | SBS Drama Awards | Excellence Award, Actress in a Fantasy Drama             | Shin Hye-sun             | Candidato/a     |
| 2016 | SBS Drama Awards | Excellence Award, Actress in a Fantasy Drama             | Hwang Shin-hye           | Candidato/a     |
| 2016 | SBS Drama Awards | Special Award, Actor in Fantasy Drama                    | Sung Dong-il             | Vincitore/trice |
| 2016 | SBS Drama Awards | Special Award, Actor in Fantasy Drama                    | Lee Ji-hoon              | Candidato/a     |
| 2016 | SBS Drama Awards | Special Award, Actress in a Fantasy Drama                | Oh Yeon-ah               | Candidato/a     |
| 2016 | SBS Drama Awards | K-Wave Star Award                                        | Lee Min-ho               | Candidato/a     |
| 2016 | SBS Drama Awards | K-Wave Star Award                                        | Jun Ji-hyun              | Candidato/a     |
| 2016 | SBS Drama Awards | Best Couple                                              | Lee Min-ho e Jun Ji-hyun | Vincitore/trice |
| 2016 | SBS Drama Awards | Top 10 Stars                                             | Lee Min-ho               | Vincitore/trice |
| 2016 | SBS Drama Awards | Top 10 Stars                                             | Jun Ji-hyun              | Vincitore/trice |
| 2016 | SBS Drama Awards | Idol Academy Award - Best Eating (Meokbang)              | Jun Ji-hyun              | Vincitore/trice |

## Distribuzioni internazionali
| Paese      | Canale/i                   | Prima TV                         | Titolo adottato        |
| ---------- | -------------------------- | -------------------------------- | ---------------------- |
| Singapore  | Sony One TV Asia           | 17 novembre 2016-26 gennaio 2017 | 藍海傳說               |
| Hong Kong  | myTV Super                 | 17 novembre 2016-?               | 藍海傳說               |
| Hong Kong  | TVB J2                     | 18 aprile-23 maggio 2017         | 藍海傳說               |
| Thailandia | True4U                     | 18 gennaio-20 aprile 2017        | เงือกสาวตัวร้ายกับนายต้มตุ๋น  |
| Taiwan     | Star Entertainment Channel | 12 marzo-14 maggio 2017          | 藍色海洋的傳說         |
| Taiwan     | Star Chinese Channel       | 6 aprile-16 maggio 2017          | 藍色海洋的傳說         |
| Giappone   | Eisei Gekijo               | 26 febbraio 2017-?               |                        |
| Filippine  | ABS-CBN                    | 8 maggio-14 luglio 2017          | Legend of the Blue Sea |
| Filippine  | ABS-CBN                    | 4 settembre-27 ottobre 2017      | Legend of the Blue Sea |
| Vietnam    | HTV2                       | 30 maggio 2017-?                 | Huyền thoại Biển xanh  |
| Indonesia  | Indosiar                   | 26 maggio 2020-?                 | Legend of the Blue Sea |